# Murayama
Murayama (japanska: 村山市?, Murayama-shi) är en stad i den japanska prefekturen Yamagata på den norra delen av ön Honshu. Murayama fick stadsrättigheter 1 november 1954. Staden är belägen vid Mogamifloden, strax norr om Higashine. 

## Kommunikationer
Staden har en station på Yamagata Shinkansen som ger direktförbindelse med tåg från Tokyo.